# 羅靈傑
羅靈傑（Ajax Law），香港室內設計師，2014年獲選為香港十大傑出青年及十大傑出設計師。

## 生平
羅靈傑於2004年與龍慧祺創立壹正企劃有限公司，10多年間所設計的項目在多個國際設計比賽中獲獎。
另外他亦有參與其他活動。曾於2015及2016年韓國的K-Design Award中擔任評審，並獲邀請在2017年再度為該比賽擔任評審。曾為香港英文虎報、星島日報撰寫專欄，2013年獲邀成為MRRM雜誌專欄作家。

## 獎項
- 2014年香港十大傑出青年、2014年香港十大傑出設計師大獎[1]
- 2012年英國Andrew Martin國際室內設計年度設計師大獎[2]。
- 2013及2016年德國iF傳達設計獎金獎
- 2016年香港文化產業聯合總會頒發文化及創意大獎

## 代表作品

### 電影院

#### 香港
- 銅鑼灣 CINE TIMES時代廣場電影院[3]
- 尖沙咀 THE ONE 商場百老匯戲院

#### 中國大陸
- 上海 國際金融中心百麗宮戲院[4]
- 杭州 嘉里中心百老匯PALACE PREMIER電影院
- 武漢 眾圓廣場摩爾國際電影城[5]
- 武漢 摩爾城市國際電影城[6]
- 长沙 当当梅溪书院[7]

### 餐廳

#### 香港
- #OMG
- 香港地@奧海城
- 香港地@POPCORN